# Mathilde Berensmann
Alwine Mathilde Berensmann (* 21. Februar 1851 in Iserlohn; † 18. Februar 1926 in Dresden) war eine deutsche Schriftstellerin. Sie schrieb unter dem Pseudonym Amber.

## Leben
Sie kam als Tochter des Handlungsgehilfen Carl Berensmann in Iserlohn zur Welt. Ihr Vater verstarb zeitig und Berensmann musste sich ihren Lebensunterhalt zunächst als Haushälterin und Gesellschafterin in England verdingen, bevor sie sich als Lehrerin ausbilden ließ. Nach einem Zusammenbruch aufgrund „geistiger und körperlicher Überanstrengung“ kehrte sie nach Deutschland zurück und ließ sich in Godesberg nieder, wo sie noch 1898 lebte. Später heiratete sie einen Herrn Neumann.
In Godesberg begann Berensmann zu schreiben. Es entstanden Novellen, Lieder und Gedichte, die in verschiedenen Zeitungen, darunter dem Dichterheim, dem Deutschen Dichterfreund, der Dresdner Frauenzeitung und in Von Haus zu Haus erschienen. Im Jahr 1897 veröffentlichte sie das Opernlibretto Der Schützling, das von einem Dresdner Komponisten vertont wurde.